# Himerois stereocrossa
Himerois stereocrossa là một loài bướm đêm trong họ Noctuidae.